# Nižné Spišské pleso
Nižné Spišské pleso (slowakisch seltener auch Dolné Spišské pleso oder Predné Spišské pleso genannt; deutsch Unterer See oder 5. See, ungarisch Szepesi-Alsó-tó oder Ötödik-tó, polnisch Niżni Staw Spiski) ist ein Bergsee auf der slowakischen Seite der Hohen Tatra.
Er befindet sich im Tal Malá Studená dolina (deutsch Kleines Kohlbachtal) in der Seegruppe Päť Spišských plies (deutsch Zipser Fünfseen), südwestlich des mittig gelegenen Sees Prostredné Spišské pleso und seine Höhe beträgt 1992 m n.m. Seine Fläche liegt bei 6200 m², er misst 140 × 80 m und seine maximale Tiefe beträgt 4,3 m. Der See gehört zum Einzugsgebiet des Malý Studený potok (deutsch Kleiner Kohlbach), einem Quellfluss des Studený potok im Einzugsgebiet des Poprad.
Der Name erläutert, dass es sich um den tiefstgelegenen See innerhalb der Seegruppe handelt. Nach älteren Angaben nach Pegel Triest betrug die Seehöhe 1985 bis 1990 m. Das Adjektiv Spišské (slow. n.) weist auf die historische Zugehörigkeit zum Komitat Zips hin.
Auf einem Moränenwall oberhalb des Sees verläuft ein grün markierter Wanderweg von der nahegelegenen Hütte Téryho chata zum Sattel Sedielko, zum Seeufer führt jedoch kein Weg.